# Kindersteen
Een kindersteen is een bijzondere steen waarvan in het verleden werd gedacht dat de zielen van pasgeboren kinderen daarvandaan komen. Dit volksgeloof wilde verder dat de ooievaar als taak had de ziel bij het ongeboren kind te brengen. In de tijd dat seksuele voorlichting nog in de taboesfeer lag werd het verhaal ook wel aan kinderen verteld, als gevraagd werd waar zij vandaan kwamen.

## Voorbeelden in Nederland
De Poppestien (Poppe is het Friese woord voor baby en stien het Friese woord voor steen) in Bergum (Fries: Burgum ) is er zo een. De steen heeft een doorsnede van 3 meter en staat in het westen van Burgum.  Er zijn diverse kinderstenen in Nederland, waarbij de Ommelebommelesteen uit Urk een ander voorbeeld is.

## Soortgelijke voorbeelden in Nederland
Naast kinderstenen, zijn er ook verhalen over kinderbomen en kinderputten.